# Bojkovice (nádraží)
Bojkovice jsou železniční stanice na jižním okraji města Bojkovice v okrese Uherské Hradiště ve Zlínském kraji nedaleko řeky Olšavy. Leží na neelektrizované a jednokolejné části Vlárské dráhy. V obvodu stanice se nachází rovněž železniční zastávka Bojkovice město.

## Historie
Stanice byla otevřena 28. října 1888 při zprovoznění úseku z Uherského Brodu do Trenčianské Teplé v rámci budování tzv. Vlárské dráhy Rakouské společnosti státní dráhy (StEG) směrem na Slovensko, která tak završila původní projekt společnosti Českomoravská transverzální dráha (BMTB), jež usilovala o dostavbu traťového koridoru propojujícího již existující železnice v ose od západních Čech po Trenčianskou Teplou.
Po zestátnění StEG v roce 1908 pak obsluhovala stanici jedna společnost, Císařsko-královské státní dráhy (kkStB), po roce 1918 pak správu přebraly Československé státní dráhy. Ve 2. polovině 20. století byla staniční budova nahrazena novostavbou lépe vyhovující požadavkům osobní dopravy.

## Popis
Nachází se zde dvě nekrytá jednostranná nástupiště, k příchodu na nástupiště č. 2 slouží přechod přes kolej. Stanice je vybavena elektronickým informačním systémem pro cestující.